# Torquigener
Torquigener é um género de peixe da família Tetraodontidae.
Este género contém as seguintes espécies:
- Torquigener albomaculosus Matsuura, 2014
- Torquigener altipinnis (Ogilby, 1891)
- Torquigener andersonae Hardy, 1983
- Torquigener balteus Hardy, 1989
- Torquigener brevipinnis (Regan, 1903)
- Torquigener flavimaculosus Hardy & Randall, 1983
- Torquigener florealis (Cope, 1871)
- Torquigener gloerfelti Hardy, 1984
- Torquigener hicksi Hardy, 1983
- Torquigener hypselogeneion (Bleeker, 1852)
- Torquigener marleyi (Fowler, 1929)
- Torquigener pallimaculatus Hardy, 1983
- Torquigener parcuspinus Hardy, 1983
- Torquigener paxtoni Hardy, 1983
- Torquigener perlevis (Ogilby, 1908)
- Torquigener pleurogramma (Regan, 1903)
- Torquigener randalli Hardy, 1983
- Torquigener squamicauda (Ogilby, 1910)
- Torquigener tuberculiferus (Ogilby, 1912)
- Torquigener vicinus Whitley, 1930
- Torquigener whitleyi (Paradice, 1927)